# Stigen (Färgelanda)
Stigen is een plaats in de gemeente Färgelanda in het landschap Dalsland en de provincie Västra Götalands län in Zweden. De plaats heeft 411 inwoners (2005) en een oppervlakte van 70 hectare.

## Verkeer en vervoer
Bij de plaats loopt de Länsväg 173.